# Propiedad intelectual
La propiedad intelectual se refiere a un bien económico y cultural que incluye productos intangibles, al igual que productos físicos, reconocido en la mayor parte de legislaciones de los países y sujeto a explotación económica por parte de los poseedores legales de dicha propiedad. En un sentido estrictamente jurídico, la propiedad intelectual es lo protegido por las leyes de propiedad intelectual, y cualquier producción intelectual no explícitamente recogida por la legislación no puede ser considerada propiedad intelectual en sentido jurídico. Así los derechos de propiedad intelectual protegen los intereses de los creadores al ofrecerles prerrogativas en relación con sus creaciones.

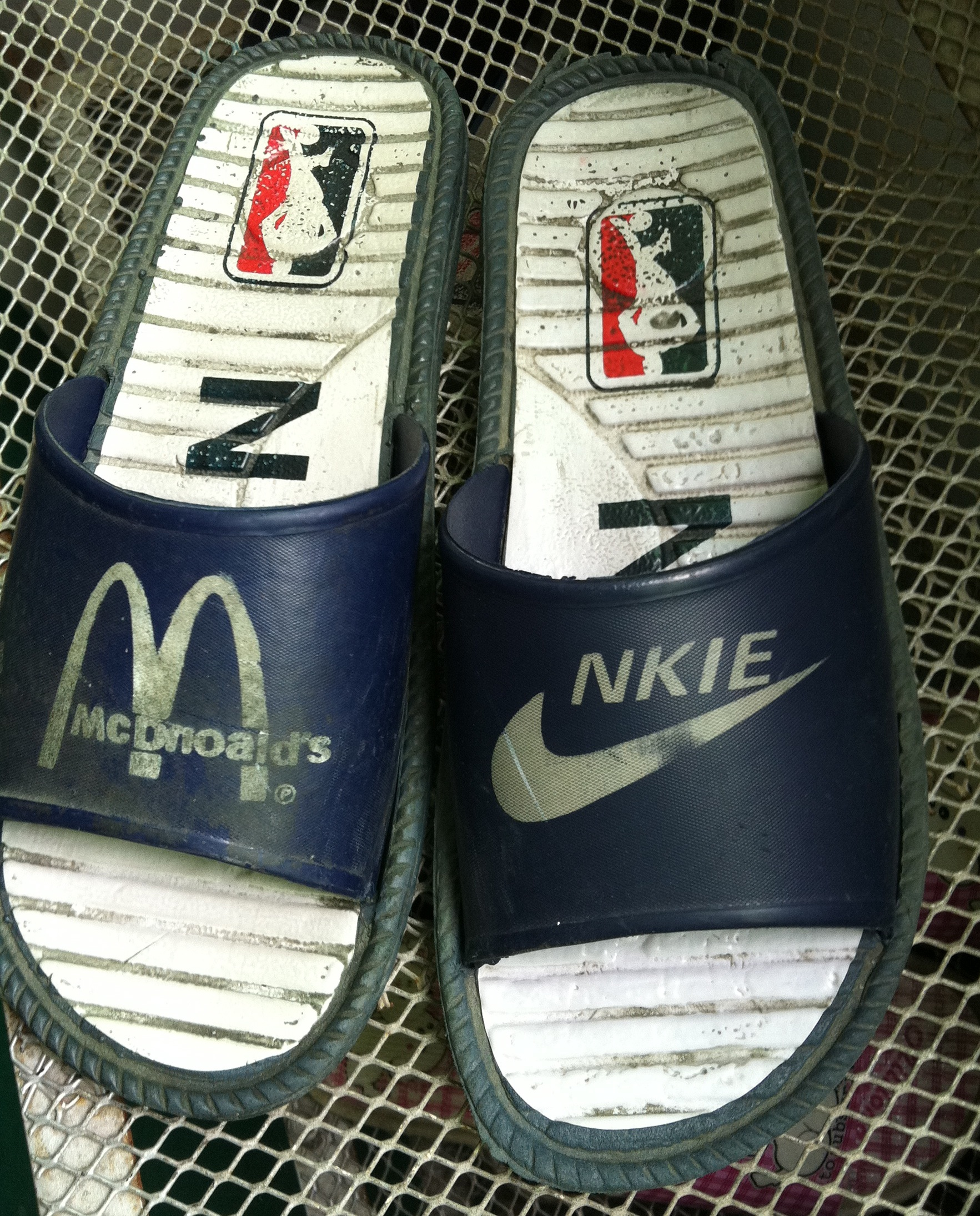
Las leyes de propiedad intelectual prohíben la venta de, por ejemplo, estas sandalias.

Para la Organización Mundial de la Propiedad Intelectual (OMPI) cualquier creación de la mente humana es parte de la propiedad intelectual, sin embargo, las legislaciones formales no garantizan la explotación exclusiva de las creaciones intelectuales a sus autores de cualquier tipo de creación, sino solo de algunas formas de producción intelectual explícitamente recogidas en dicha legislación. La delimitación de qué constituye una propiedad intelectual depende de las legislaciones y está sometida a continua renovación. Por un lado la propiedad intelectual tiene que ver con las creaciones intencionales de un individuo de manera planificada, entre estas estarían por ejemplo: los inventos, las obras literarias y artísticas, los símbolos, los nombres, las imágenes, los dibujos y modelos utilizados en el comercio. Usualmente las teorías científicas o los descubrimientos son producciones intelectuales deliberadas pero las legislaciones no las consideran como objeto protegido por las leyes de protección intelectual.
Los derechos relacionados con el derecho de autor son los derechos de los artistas intérpretes y ejecutantes sobre sus interpretaciones y ejecuciones, los derechos de los productores de fonogramas sobre sus grabaciones y los derechos de los organismos de radiodifusión sobre sus programas de radio y de televisión.
El Día Mundial de la Propiedad Intelectual se celebra el 26 de abril.

## Historia

### Renacimiento
La extensión de la imprenta de tipos móviles en la Europa Renacentista, y con ella de las nuevas ideas de erasmistas y reformadores cristianos, alarmó prontamente a la Iglesia Católica, los príncipes y las repúblicas del continente europeo. Estos utilizaron entonces la tradición legal que amparaba a los gremios urbanos feudales para controlar de modo efectivo lo publicado. El primer marco legal monopolístico era todavía un marco feudal cuyos objetivos eran el control político de la naciente agenda pública, por lo que el autor no aparecía como sujeto de derechos, sino el impresor.
Ese control estatal (en parte delegado a la Iglesia en el mundo católico), facilitó sin embargo la aparición de las primeras patentes. La primera de la que se tiene constancia es una patente de monopolio de la República de Venecia de 1474 a favor de Pietro di Ravena que aseguraba que solo él mismo o los impresores que él dictaminase tenían derecho legal en el interior de la República a imprimir su obra "Fénix". La primera patente de este tipo en Alemania apareció en 1501 y en Inglaterra en 1518, siempre para obras concretas y siempre como gracia real de monopolio. Una práctica ésta, la de la concesión de monopolios reales bajo forma de patente, que las monarquías europeas fueron extendiendo en distintos ámbitos como forma de remuneración de sus colaboradores.

### La Escuela de Salamanca y el Derecho Natural
Pronto surgieron las primeras críticas, aunque basadas todavía en la ya periclitada escolástica medieval. Partiendo del concepto de Santo Tomás de Aquino de la suidad, la escuela de Salamanca circunscribió a mediados del siglo XVIII la protección a lo que luego se llamarán derechos morales, atacando frontalmente la equiparación del privilegio real con una forma de propiedad, dado que sobre las ideas, conocimientos y conceptos no puede reivindicarse propiedad con independencia del estado, ni la transmisión llevarse a cabo como un juego de suma cero como sí ocurre con la propiedad de las cosas. Además, no siendo la propiedad un derecho natural, difícilmente podría argumentarse su universalidad.

### El Barroco
El siglo XVII conoció distintos intentos de regulación con el objeto de asegurar a los autores literarios una parte de las ganancias obtenidas por los impresores. Ese era el sentido por ejemplo de las disposiciones de 1627 de Felipe IV en España. Lo que movía a esta regulación es precisamente la ausencia de monopolio del autor respecto a la obra. Dado que cualquier impresor podía reeditar una obra cualquiera, el legislador buscaba mantener los incentivos del autor y lo obligaba a compartir una parte de los beneficios obtenidos.

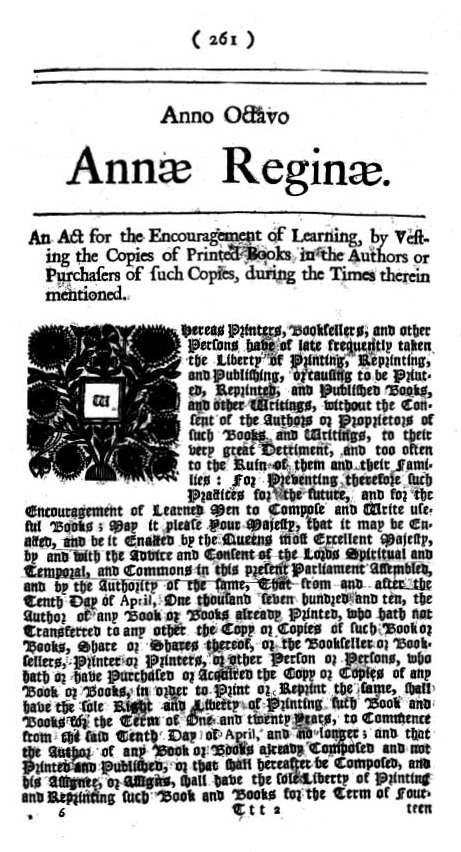
El Estatuto de la Reina Ana entró en vigencia en 1710.

Pero el primer sistema legal de propiedad intelectual configurado como tal surgió en la Inglaterra Barroca. Es el llamado Statute of Anne (por el nombre de la reina en cuyo reinado se promulgó, Ana de Inglaterra) de 1710. La importancia de esta norma vino dada porque por primera vez aparecían las características propias del sistema de propiedad intelectual tal como se conocen actualmente:
- Se presentaba como un sistema de incentivos a los autores motivado por las externalidades positivas generadas por su labor. De hecho su título completo era:

An Act for the Encouragement of Learning, by vesting the Copies of Printed Books in the Authors or purchasers of such Copies, during the Times therein mentioned

- Establecía un sistema de monopolio temporal universal: 21 años para los libros publicados antes de 1710, 14 años prorrogables por otros 14 para los libros publicados posteriormente.

El conflicto vino con los impresores, quienes alegaban que una vez encargadas y recibidas las obras, los beneficiarios del monopolio deberían ser ellos y no el autor original. Nacía así el sustento de lo que más tarde sería la diferencia entre copyright y derechos de autor. Mientras el primero convierte la obra en una mercancía más haciendo plenamente transmisibles los privilegios otorgados por el monopolio legal, el segundo reservará derechos a los autores más allá incluso después de la venta.

### La Ilustración francesa y el debate sobre la naturaleza del derecho
Con distintas formas y matices el sistema se extendía poco a poco por Europa. Dinamarca y Suecia tuvieron su primera legislación en 1741 y España en 1762, por ley otorgada por el rey Carlos III. Pero el debate sobre la naturaleza de estas patentes siguió abierto. Mientras el copyright tendía a homologar el privilegio con una forma más de propiedad, el derecho de autor requería una fundamentación que al final lo equiparase con un derecho natural, no nacido de una concesión real, sino directamente reclamable de forma evidente... lo cual, dado lo reciente de su aparición no era, ni mucho menos, una argumentación teórica fácil, como mostraba, por ejemplo, la Lettre sur le commerce des libres de Diderot.

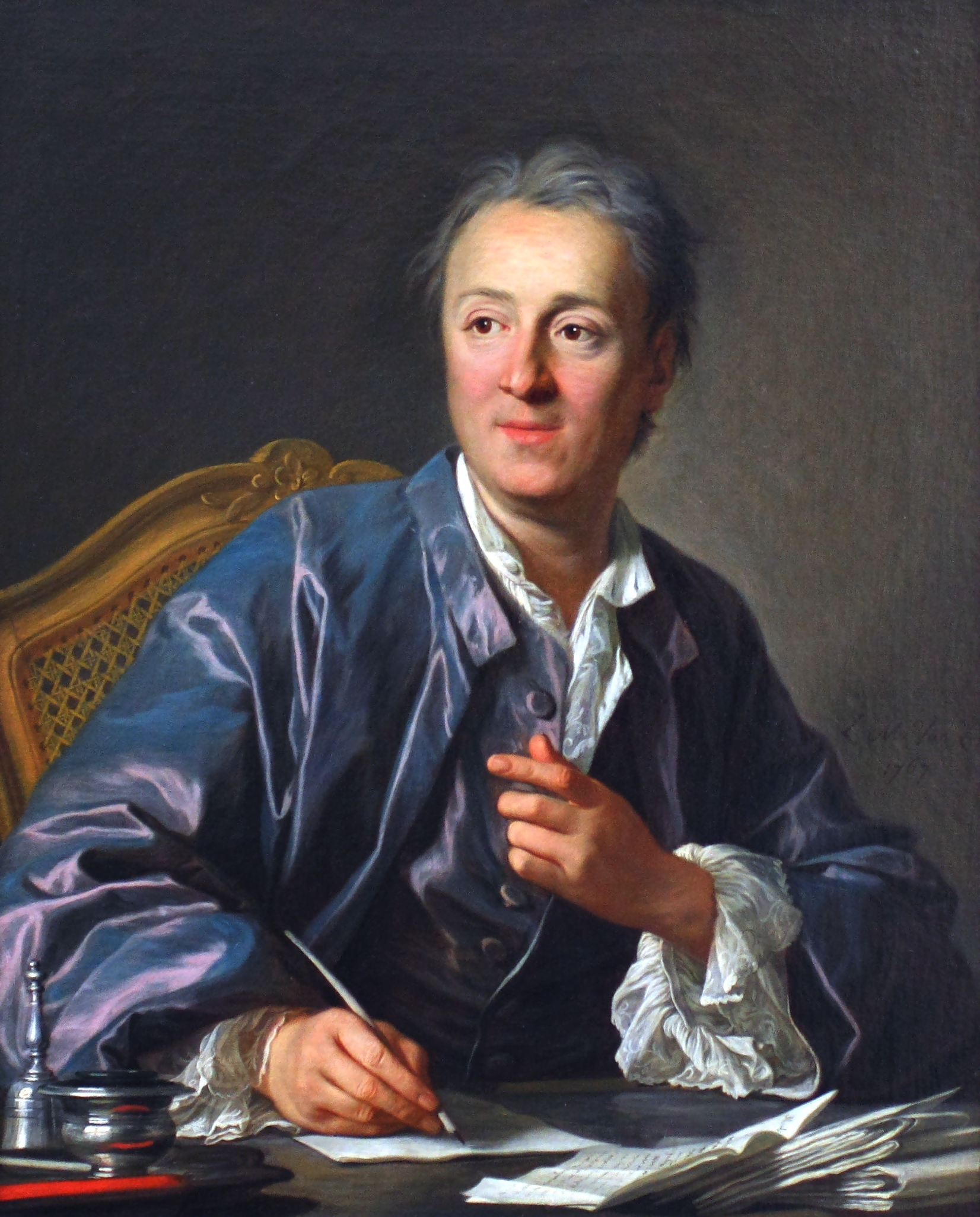
Retrato de Denis Diderot, obra de Michel van Loo.

Entre otras argumentaciones, Denis Diderot propuso:

Que se deje hacer al librero, que se deje hacer al autor. El tiempo enseñará al autor, sin que sea necesaria ninguna intervención, el valor de lo que ha creado: bastará con asegurar al librero la adquisición y propiedad del manuscrito, condición sin la cual la producción del autor perderá necesariamente su precio justo.
 Diderot

En la Asamblea de 1791 en Francia, dos años después de la Revolución Francesa, Jean Le Chapelier argumentaba a favor de considerar el derecho de autor como derecho natural, al decir:

El más sagrado, la más personal de todas las propiedades es el trabajo fruto del pensamiento de un escritor (…) en consecuencia, es extremadamente justo que los hombres que cultivan el campo del pensamiento disfruten los frutos de su trabajo; es esencial que durante su vida y por algunos años después de su muerte, nadie pueda disponer del producto de su genio sin su consentimiento.
 Jean Le Chapelier

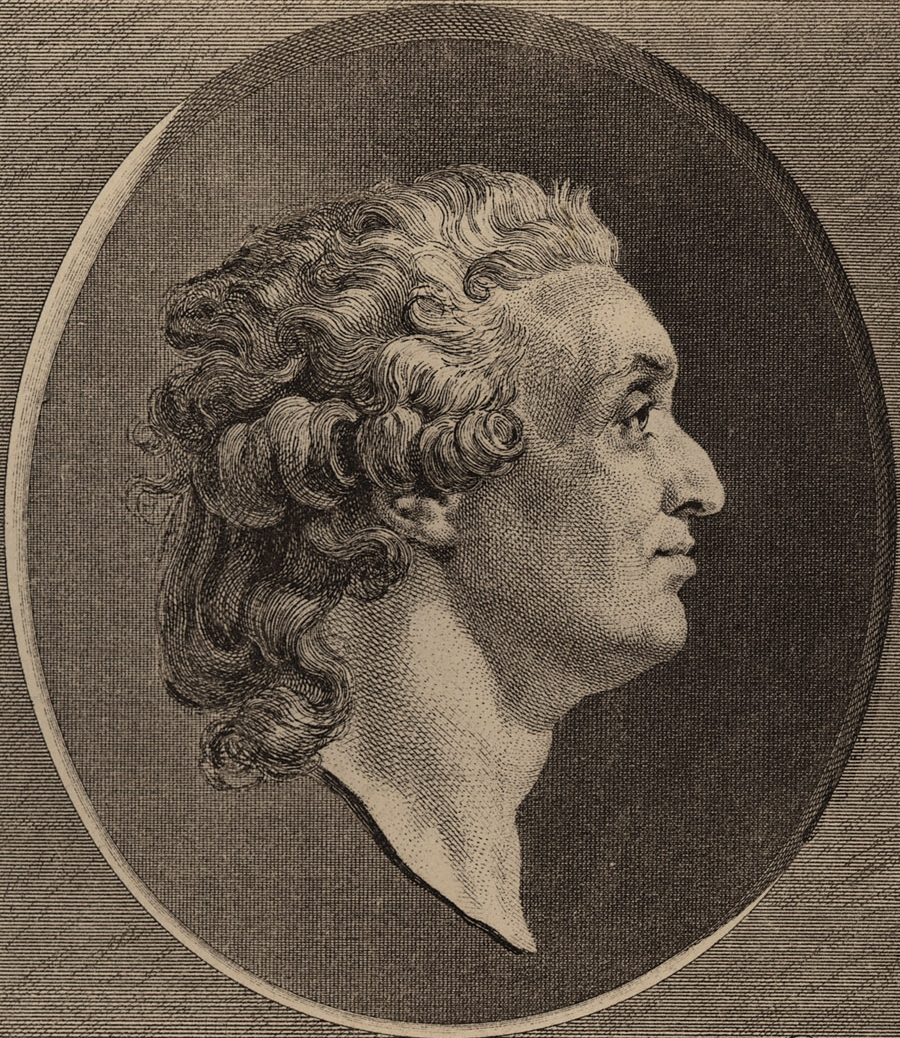
Retrato del Marqués de Condorcet

Estos argumentos tuvieron una contraparte en las declaraciones del filósofo y matemático Nicolas de Condorcet, quien objetó las ideas del derecho de autor como derecho natural, al explicar que:

Los privilegios tienen en esta materia, como en toda otra, los inconvenientes de disminuir la actividad, de concentrarla en un reducido número de manos, de cargarla de un impuesto considerable, de provocar que las manufacturas del país resulten inferiores a las manufacturas extranjeras. No son, pues, necesarios ni útiles y hemos visto que eran injustos. […] No puede haber ninguna relación entre la propiedad de una obra y la de un campo que puede ser cultivado por un hombre, o de un mueble que sólo puede servir a un hombre, cuya propiedad exclusiva, se consecuencia, se encuentra fundada en la naturaleza de la cosa... la propiedad literaria no es un derecho es un privilegio y como todos los privilegios, es un obstáculo impuesto a la libertad, una restricción evidente a los derechos de los demás ciudadanos...”
Condorcet 

### ElsigloXIX
Sin embargo, la arrasadora expansión del capitalismo y la necesidad de incentivos para mantener el acelerado desarrollo tecnológico tras las guerras napoleónicas, consolidarían la lógica de la propiedad intelectual y extenderían las legislaciones protectoras.
De hecho, la propiedad intelectual estuvo históricamente supeditada en la práctica a las necesidades sociales de innovación. Cuando Eli Whitney inventó la desmotadora de algodón en 1794 a nadie -y mucho menos a él mismo- se le ocurrió plantear demandas a pesar de que la hubiera patentado. La desmotadora era un invento sencillo, que permitía reducir el precio del algodón drásticamente y convirtió a los Estados Unidos de América en la década de 1830 en el gran proveedor de las nacientes manufacturas textiles británicas. Y el algodón -hasta entonces equivalente al lino en precio y limitado por tanto a las clases altas- se transformó en un bien de consumo de masas de precio asequible. Los Estados Unidos y Gran Bretaña pasaron, gracias a la industria de la manufactura algodonera, de ser países en desarrollo a ser países desarrollados.
Otro aspecto destacable fue la internacionalización espontánea de los pagos a los autores por parte de los editores. Al parecer, durante el siglo XIX los autores estadounidenses recibieron más pagos de los editores británicos que de los de su propio país, a pesar de que legalmente los privilegios eran estatales y no podían ser reclamados legalmente en otros países. Parece que, como vuelve a suceder hoy en día, la parte principal de los ingresos de una obra se producían en la primera edición, lo que incitaba a los editores británicos suficientemente a pagar por acceder a los contenidos antes que sus competidores, sin necesidad de que estos hicieran valer sus privilegios legales.
A pesar de ello, el Convenio de Berna para la Protección de las Obras Literarias y Artísticas, convocado en 1886 por iniciativa de Victor Hugo -autor de los primeros éxitos de ventas internacionales- marcó un momento decisivo en la globalización del derecho de autor al obligar a la reciprocidad en el reconocimiento de derechos a los autores por parte de los países signatarios. Aunque eran originalmente tan solo media docena y exclusivamente europeos (Estados Unidos no se sumó sino hasta 1989) se sentaron las bases del panorama actual.

### ElsigloXX
El siglo XX fue el siglo del copyright, de los derechos de autor y de las patentes. Tras la convención de Berna se funda el BIRPI (Bureaux internationaux réunis pour la protection de la propriété intellectuelle), actualmente hoy OMPI (Organización Mundial de la Propiedad Intelectual). Aparecen ya las primeras sociedades de derechos como la SAE (hoy SGAE) en 1898, y las farmacéuticas y las empresas tecnológicas consolidaron su modelo de negocio sobre el sistema de patentes. La segunda mitad del siglo, el estallido industrial de la música popular y la universalización del mercado audiovisual, concentrado en los Estados Unidos llevaron a la formación de un gran mercado cultural mundial dependiente de la homologación internacional de la propiedad intelectual.
En 1986, a petición de los Estados Unidos de América y de otros países en desarrollo, el tema de la protección de la propiedad intelectual en los países en desarrollo se planteó como un asunto que debía formar parte del sistema de comercio internacional.
Cuando se iniciaron las negociaciones comerciales multilaterales de la Ronda de Uruguay, especialmente el Acuerdo General de Aranceles y Comercio (GATT, del inglés General Agreement on Tariffs and Trade) (hoy Organización Mundial de Comercio (OMC)), se incluyó un grupo de trabajo especial para discutir el tema de la propiedad intelectual y el comercio. El texto de la declaración ministerial del Acuerdo sobre los Aspectos de los Derechos de Propiedad Intelectual relacionados con el Comercio (ADPIC), también conocido por su nombre en inglés TRIPS (Trade-Related Aspects of Intellectual Property Rights), establece entre otras normas:

A fin de reducir las distorsiones del comercio internacional y sus obstáculos, y teniendo en cuenta la necesidad de fomentar una protección eficaz y adecuada de los derechos de propiedad intelectual y de velar por que las medidas y procedimientos destinados a hacer respetar dichos derechos no se conviertan a su vez en obstáculos al comercio legitimo, las negociaciones tendrán por finalidad clarificar las disposiciones del Acuerdo General y elaborar, según proceda, nuevas normas y disciplinas...

## Tipos de propiedad intelectual
Los derechos de propiedad intelectual incluyen patentes, derechos de autor, derechos de diseño industrial, marcas comerciales, derechos de variedades vegetales, imagen comercial, indicaciones geográficas, y en algunas jurisdicciones secretos comerciales. También hay variedades más especializadas o derivadas de derechos exclusivos sui generis, como los derechos de diseño de circuitos (llamados derechos de trabajo de máscara en los EE. UU.), certificados de protección suplementarios para productos farmacéuticos (después de la expiración de una patente que los protege) y derechos de base de datos (en Derecho europeo).

### Derechos de autor
En el derecho anglosajón, se utiliza la noción de copyright (traducido literalmente como ‘derecho de copia’) que —por lo general— comprende la parte patrimonial de los derechos de autor (derechos patrimoniales).
En el derecho literario, comprende el derecho de las historias basadas en hechos o personajes reales, los personajes tienen derecho a leer la obra, mientras es escrita.

### Propiedad industrial
La propiedad industrial es la rama de la propiedad intelectual que otorga derechos de protección respecto a marcas, patentes, diseños industriales o dibujos, modelos de utilidad, nombres comerciales, indicaciones de procedencia y denominaciones de origen. Otorga dos tipos de derechos: el primero es el derecho a utilizar la invención, diseño o signo distintivo, y el segundo es el derecho a prohibir que un tercero lo haga. También se incluye dentro de estas protecciones la represión de la competencia desleal.
Los objetos de propiedad industrial consisten en signos que transmiten información, en particular a los consumidores, en relación con los productos y servicios disponibles en el mercado, por lo que su protección impide usos no autorizados de dichos signos a fin de evitar inducir a error a los consumidores.

### Marcas registradas
A efectos legales, una marca es un signo que es apto para distinguir un producto o servicio en el mercado.  Cuando dicha marca ha sido registrada ante la entidad gubernamental encargada del trámite de registro, suele denominarse como “marca registrada” (en inglés, trademark), la cual se muestra de forma abreviada con los símbolos ™, MR o ®, aunque esto no es indicativo del registro ante la autoridad competente. También existe la posibilidad de proteger una marca de forma regional en algunas zonas como, por ejemplo, ocurre con la marca de la Unión Europea (cuya solicitud de registro se presenta ante la Oficina de Propiedad Intelectual de la Unión Europea).
El signo de una marca puede ser una palabra o una combinación de palabras, una Imagen o un diseño, formas tridimensionales, sonidos y en algunos países, los olores, las texturas y cualquiera otro que cumpla con los requisitos de distintividad y posibilidad de ser representado por escrito o gráficamente. 
El registro de una marca otorga a su titular, la posibilidad de autorizar o prohibir el uso de la misma a terceras personas. Los Estados generalmente otorgan herramientas jurídicas de protección (procesos civiles y penales) a los titulares de las marcas para defenderlas de copias no autorizadas.

### Variedades vegetales
Los derechos de obtentor o de variedades vegetales son los derechos para utilizar comercialmente una nueva variedad de planta. La variedad debe, entre otros, ser novedosa y distinta, y para el registro se considera la evaluación del material de propagación de la variedad.

### Imagen comercial
La imagen comercial es un término legal del arte que generalmente se refiere a las características de la apariencia visual y estética de un producto o su empaque (o incluso el diseño de un edificio) que significan la fuente del producto para los consumidores.

### Secreto comercial
Un secreto comercial es una fórmula, práctica, proceso, diseño, instrumento, patrón o compilación de información que generalmente no se conoce o no se puede determinar de manera razonable, mediante la cual una empresa puede obtener una ventaja económica sobre sus competidores y clientes. No se otorga protección formal del gobierno; cada empresa debe tomar medidas para proteger sus propios secretos comerciales (por ejemplo, la fórmula de sus refrescos es un secreto comercial para Coca-Cola).

## Infracciones a la propiedad intelectual
La violación de los derechos de propiedad intelectual puede constituir una violación de la ley civil o penal, dependiendo del tipo de propiedad intelectual involucrada, jurisdicción y la naturaleza de la acción. Algunas de estas son: 
- Infracción de derechos de autor
- Infracción de derechos de autor de software
- Infracción de patentes
- Infracción de propiedad industrial
- Infracción de marca registrada
- Infracción de imagen comercial
- Apropiación indebida de secreto comercial

Se calcula que, en 2011, el comercio de obras falsificadas con derechos de autor y marcas registradas era una industria de 600 000 millones de dólares en todo el mundo, representando de 5 a 7 por ciento del comercio mundial.

### Violación de patente
La violación de una patente suele producirse al utilizar o vender una invención patentada sin permiso del titular de la patente, es decir, del propietario de la patente. El ámbito de la invención patentada o el alcance de la protección  se define en las reivindicaciones de la patente concedida. En muchas jurisdicciones existe un puerto seguro para utilizar una invención patentada con fines de investigación. Este puerto seguro no existe en Estados Unidos a menos que la investigación se realice con fines puramente filosóficos, o para recopilar datos para preparar una solicitud de aprobación reglamentaria de un droga.  En general, los casos de violación de patentes se tramitan conforme al derecho civil (por ejemplo, en Estados Unidos), pero varias jurisdicciones incorporan la infracción también al derecho penal (por ejemplo, Argentina, China, Francia, Japón, Rusia, Corea del Sur). 

### Apropiación indebida de secretos comerciales
La apropiación indebida de secretos comerciales es diferente de las violaciones de otras leyes de propiedad intelectual, ya que, por definición, los secretos comerciales son secretos, mientras que las patentes y los derechos de autor y marcas registradas son de dominio público. En Estados Unidos, los secretos comerciales están protegidos por la legislación estatal, y los estados han adoptado casi universalmente la Ley Uniforme de Secretos Comerciales. Estados Unidos también cuenta con una ley federal en forma de Ley de Espionaje Económico de 1996 (18 U.S.C. §§ 1831-1839), que tipifica como delito federal el robo o la apropiación indebida de un secreto comercial. Esta ley contiene dos disposiciones que penalizan dos tipos de actividades. La primera, 18 U.S.C. § 1831(a), tipifica como delito el robo de secretos comerciales en beneficio de potencias extranjeras. La segunda, 18 U.S.C. § 1832, penaliza su robo con fines comerciales o económicos. En las jurisdicciones de la Mancomunidad de Naciones, la confidencialidad y los secretos comerciales se consideran un derecho equitativo más que un derecho de propiedad, pero las penas por robo son aproximadamente las mismas que en Estados Unidos.

## Argumentos en favor de la propiedad intelectual

### Promoción de la innovación y la creatividad
El objetivo principal de la propiedad intelectual es fomentar la creación de una amplia variedad de bienes intelectuales para los consumidores. Para lograr esto, la ley otorga a las personas y las empresas derechos de propiedad sobre la información y los bienes intelectuales que crean, generalmente por un período limitado de tiempo. Debido a que pueden beneficiarse de ellos, esto les da un incentivo económico para su creación. La naturaleza intangible de la propiedad intelectual presenta dificultades en comparación con la propiedad tradicional como la tierra o los bienes. Al tratarse de bienes no rivales, un número ilimitado de personas puede "consumir" un bien intelectual sin agotarlo. Además, las inversiones en bienes intelectuales adolecen de problemas de apropiación: mientras que un propietario puede rodear su tierra con una valla robusta y contratar guardias armados para protegerla, un productor de información o un bien intelectual generalmente puede hacer muy poco para detener a su primer comprador replicarlo y venderlo a un precio más bajo. El equilibrio de los derechos para que sean lo suficientemente fuertes como para alentar la creación de información y bienes intelectuales, pero no tan fuertes como para evitar su amplio uso es el enfoque principal de la ley moderna de propiedad intelectual.
Al generar derechos exclusivos limitados para la divulgación de invenciones y trabajos creativos, se crea un incentivo para que inventores y autores creen y divulguen su trabajo. "La idea es que los creadores no tendrán incentivos suficientes para inventar a menos que tengan el derecho legal de capturar el valor social completo de sus inventos". Algunos comentaristas han señalado que el objetivo de los legisladores de propiedad intelectual y de quienes apoyan su implementación parece ser la creación de un "monopolio intelectual". Esta protección absoluta trata la propiedad intelectual como otro tipo de propiedad "real", adoptando típicamente su ley y retórica. Recientemente también se ha debatido mucho sobre la conveniencia de utilizar los derechos de propiedad intelectual para proteger el patrimonio cultural, incluidos los intangibles, así como sobre los riesgos de mercantilización derivados de esta posibilidad. El tema aún permanece abierto en la investigación jurídica.

### Derechos humanos
Según el artículo 27 de la Declaración Universal de Derechos Humanos, "toda persona tiene derecho a la protección de los intereses morales y materiales resultantes de cualquier producción científica, literaria o artística de la que sea autor". Aunque la relación entre la propiedad intelectual y los derechos humanos es compleja, existen argumentos morales para la propiedad intelectual.

## Críticas a la propiedad intelectual
El término anticopyright se refiere a la oposición completa o parcial a las leyes de copyright vigentes. El copyright es el derecho del autor que establece que solo el autor puede realizar copias o puede autorizar a que se realicen copias mediante una licencia.
El argumento clásico a favor del copyright es que al garantizar a los autores un  monopolio transitorio sobre sus obras se promueve el desarrollo y la creatividad al brindarle al creador fuentes de ingresos; normalmente el copyright se encuentra legislado dentro del marco que establece la convención de Berna, promovida por Victor Hugo y firmada en 1886. Un argumento importante anticopyright es que el copyright nunca ha resultado en un beneficio neto a la sociedad y en cambio solo sirve para enriquecer a unos pocos a costa de la creatividad. Algunos grupos anticopyright pueden cuestionar la lógica del copyright a partir de argumentos económicos o culturales. También en el contexto de Internet y la Web 2.0 es posible argumentar que es preciso adaptar las leyes de copyright para ponerlas a tono con la tecnología de la información moderna.
Existe además una corriente, especialmente la que proviene del movimiento de software libre, que considera que el término propiedad intelectual es engañoso y reúne bajo un mismo concepto diferentes regímenes jurídicos no equiparables entre sí, como las patentes, el derecho de autor, la marca y las denominaciones de origen, entre otros.

### Costos para la sociedad
Autores como Stephan Kinsella, Julio Cole, Alfredo Bullard o Enrique Pasquel sostienen que los derechos de propiedad intelectual no son necesarios para promover la creatividad y el avance científico e imponen costos muy altos para la sociedad. Por ejemplo, incentivan costosos litigios judiciales, desincentivan la creación de mayor conocimiento una vez que el creador tiene el monopolio del derecho de propiedad intelectual. Esta protección le confiere al autor un sinnúmero de prebendas como reconocimiento a la inventiva y esfuerzo empleado en la creación de algo novedoso que se encuentre fuera de la cotidianeidad, es decir, algo nuevo que implique cierto nivel inventivo, y que sea susceptible de aplicación industrial.
La protección de las patentes es siempre un tema sumamente delicado en las negociaciones de tratados internacionales como el TLC, en donde, los países en vías de desarrollo que carecen de tecnología pretenden disminuir al mínimo la protección que se da a las patentes a fin de poder explotar dichos inventos a la brevedad posible. Mientras que, los países desarrollados pretenden extender al máximo el tiempo de protección con distintos mecanismos como las patentes de segundo uso, que son aquellas patentes que se conceden a invenciones ya patentadas pero a las cuales se les ha encontrado una nueva forma de uso o algún nuevo beneficio, y por consiguiente se concede un periodo adicional de protección.
Adicionalmente, existen otros temas de controversia como las licencias obligatorias que son aquellas que se otorgan a organismos públicos o a terceras personas para la explotación de un invento sin el consentimiento del inventor en situaciones especiales como en emergencias nacionales, pero previa compensación al autor. Este tipo de licencias, también son discutidas en negociaciones de tratados, toda vez que para países con gran potencial inventivo este tipo de licencias son inadmisibles, mientras que en países pobres se procura siempre dejar esta alternativa.

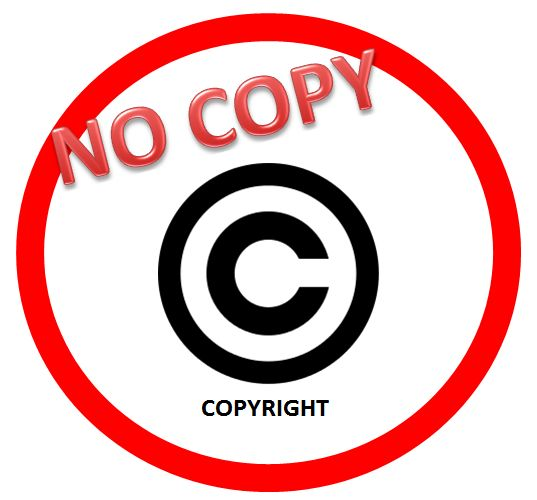
No copy paste

### Protección automática
Para evitar problemas de propiedad intelectual, el autor debe aclarar y deja declaradas desde el principio las normas o condiciones de uso de la obra  para evitar errores o problemas con la privacidad de la creación. Muchas veces los autores o dueños asociados dan consentimiento o declaran acuerdos de uso donde dejan claro lo que permiten hacer y bajo qué dominio dejan su obra. Por ello es importante conocer los términos en que se encuentra el material para poder usarlo o en su defecto, saber cómo respetarlo y poder llegar a un acuerdo con el propietario.
Respetar una obra con autoría original es más complicado o especial puesto que desde el momento que nace o se crea el material o la obra, este ya adquiere automáticamente valor y protección del mismo autor.

## Casos nacionales

### Colombia
La protección que la ley colombiana otorga al Derecho de Autor se realiza sobre todas las formas en que se puede expresar las ideas, no requiere ningún registro y perdura durante toda la vida del autor, más 80 años después de su muerte, después de lo cual pasa a ser
de dominio público. El registro de la obra ante la Dirección Nacional de Derechos de autor solo tiene como finalidad brindar mayor seguridad a los titulares del derecho.

### Argentina
La propiedad intelectual es la protección que le da la ley -Ley 11.723- al autor de una obra científica, literaria, artística o didáctica por su creación intelectual; por esta protección el autor puede exponerla o reproducirla por cualquier medio, traducirla, explotarla comercialmente o autorizar a otros a hacerlo y puede impedir que cualquier persona no autorizada ejerza estos derechos. La Ley protege al autor, los colaboradores, los herederos del autor, los que con permiso del autor traducen la obra, la adaptan o modifican y a las personas o empresas que elaboran programas de computación sobre esos programas.
El derecho de propiedad intelectual protege a libros y otros escritos, obras dramáticas, dibujos, pinturas, esculturas y obras de arquitectura, planos, mapas y maquetas, obras cinematográficas y audiovisuales, emisiones de radiodifusión, fotos, composiciones musicales, grabaciones y fonogramas, coreografías, programas de computación y bases de datos. Las obras publicadas en Internet también están protegidas y se necesita autorización para utilizar obras allí publicadas. El uso de obras sin permiso del autor está penado por la ley con pena de prisión y se puede secuestrar el material publicado sin permiso del autor.

### México
Al suscribir el Tratado de Libre Comercio de América del Norte (TLCAN), México contrajo una serie de compromisos que originaron modificaciones a la Legislación Nacional en muchos de sus capítulos, especialmente en materia de propiedad intelectual. En estos años se crea el Instituto Mexicano de la Propiedad Industrial (IMPI).

### El Salvador
La Asamblea Legislativa aprobó la nueva Ley de Propiedad Intelectual en El Salvador, la cual ha sido publicada el 15 de agosto de 2024 en el Diario Oficial, y entrará en vigencia el 16 de febrero de 2025. Esta Ley viene a derogar la actual Ley de Propiedad Intelectual, la Ley de Marcas y Otros Signos Distintivos vigentes, puesto que, en un solo cuerpo normativo, se ha unificado toda la legislación en materia de Propiedad Intelectual en El Salvador; con esta iniciativa también se crea el Instituto Salvadoreño de la Propiedad Intelectual (ISPI). El objetivo de esta Ley, es fomentar la creatividad e innovación, tanto nacional como extranjera, y garantizar su protección, con lo cual se pretende impulsa el desarrollo económico del país. 

#### Derechos de autor
La propiedad autoral, conocida como derechos de autor, es administrada por la Secretaría de Educación Pública, a través del Instituto Nacional de Derecho de Autor.
El trámite se realiza ante el departamento de registro del Instituto Nacional del Derecho de Autor, se llena el formato Indautor 001, se pagan derechos por la inscripción, y en un término de treinta (30) días hábiles se entrega el certificado de registro correspondiente.
La protección que otorga la Ley Federal del Derecho de Autor a las obras es la vida del autor y cien años después de su muerte, en caso de coautoría, este término se computa a partir de la muerte del último autor.

#### Propiedad industrial
La Ley de la Propiedad Industrial contempla diferentes figuras jurídicas de protección que se aplican de acuerdo a la naturaleza del producto intelectual. Cuando se trata de una patente se expide un título, que constituye un contrato social, mediante el cual se le confiere al titular el derecho temporal (alrededor de 20 años) de explotar en forma exclusiva la invención que dio lugar a la patente y a cambio, el inventor divulga el contenido técnico de su invención para permitir el flujo de la información, lo que se constituye un valioso sistema para el avance científico y tecnológico.
En el caso de los modelos de utilidad, diseños industriales, esquemas de trazado de circuitos integrados, marcas, avisos y nombres comerciales se expide un registro que constituye un contrato social, mediante el cual se le confiere al titular el derecho de usar o explotar comercialmente, por un tiempo determinado (en el caso de los Modelos de Utilidad en México se tiene una vigencia de 10 años), las creaciones intelectuales que dieron lugar a alguna de estas figuras de protección.
Cuando se trata de las denominaciones de origen se expide una declaratoria que ampara a las personas físicas o morales que se dediquen a la extracción, producción o elaboración del producto o productos incluidos en la declaratoria. El Estado mexicano es el titular de la declaratoria y, para utilizarla comercialmente, se debe hacer una solicitud al Instituto Mexicano de la Propiedad Industrial.
Los secretos industriales se refieren a información de aplicación industrial o comercial de carácter confidencial. Toda la información que constituya el secreto industrial deberá constar en documentos, medios electrónicos o magnéticos, discos ópticos, microfilmes, películas u otros instrumentos similares y se deben firmar los convenios necesarios entre todas las personas que la conozcan total o parcialmente, mediante los cuales se comprometen expresamente a guardar total discreción. Para esta figura no se lleva a cabo ningún registro ante el IMPI.
La patente es la figura más conocida del sistema de propiedad industrial y la que más se utiliza para proteger el conocimiento que se genera en muchas de las áreas de investigación. La Ley de la Propiedad Industrial establece una serie de características para las patentes, así como los requisitos que deben cumplir las invenciones para las cuales se solicite protección mediante esta figura.
Por lo general, para ser protegida por medio de una patente, la invención debe cumplir las siguientes condiciones: tener uso práctico y presentar un elemento de novedad, es decir, una característica nueva que no forme parte del cuerpo de conocimientos existente en su ámbito técnico. Ese cuerpo de conocimientos se llama “estado de la técnica”. Por otro lado, la invención debe entrañar una actividad inventiva que no podría ser deducida por una persona con un nivel medio de conocimientos en ese ámbito técnico. Además, la invención debe ser susceptible de aplicación industrial, es decir, que debe poder utilizarse con fines industriales o comerciales sin limitarse a ser un fenómeno meramente teórico.
Por último, la materia objeto de la invención debe considerarse “patentable” conforme a la legislación. En muchos países, las teorías científicas, las creaciones estéticas, los métodos matemáticos, las variedades vegetales o animales, los descubrimientos de sustancias naturales, los métodos comerciales o los métodos para el tratamiento médico (a diferencia de los productos médicos) y los programas informáticos no suelen ser patentables.